# Besart Berisha
Besart Berisha (29 de juliol de 1985) és un futbolista albanès.

## Selecció d'Albània
Va debutar amb la selecció d'Albània el 2006. Va disputar 16 partits amb la selecció d'Albània.

## Estadístiques
| Selecció d'Albània | Selecció d'Albània | Selecció d'Albània |
| Anys               | Partits            | Gols               |
| ------------------ | ------------------ | ------------------ |
| 2006               | 1                  | 0                  |
| 2007               | 5                  | 0                  |
| 2008               | 4                  | 0                  |
| 2009               | 6                  | 0                  |
| Total              | 16                 | 0                  |